# Батыров, Гаппар
Гаппар Батыров — советский узбекистанский хозяйственный деятель, Герой Социалистического Труда.

## Биография
Родился в 1916 году на территории современного Туракурганского района Наманганской области. Член КПСС с 1955 года.
В 1937—1938 — учитель в школе.
Участник Великой Отечественной войны в составе 174-го гвардейского стрелкового полка 57-й гвардейской стрелковой дивизии
В 1943—1946 — председатель колхоза «Янги куч».
В 1946—1953, а также в 1956—1963 — председатель колхоза имени Кирова Тюря-Курганского района Наманганской области.
В 1953—1956 — председатель колхоза имени Жданова.
В 1963—1965 — бригадир колхоза имени Кирова.
В 1965—1975 — председатель Шохандского, Ахсинского кишлачных Советов Наманганской области.
Указом Президиума Верховного Совета СССР от 11 января 1957 года присвоено звание Героя Социалистического Труда с вручением ордена Ленина и золотой медали «Серп и Молот».
Депутат Верховного Совета Узбекской ССР 5-го и 6-го созывов.
Умер между 1974 и 1985 годами.

## Награды и звания
- Герой Социалистического Труда (11.01.1957)
- Орден Ленина (11.01.1957)
- Орден Знак Почёта (23.01.1946)